# Lãnh thổ New York
Tỉnh New York (1664–1776) thuộc địa tự cai trị của Vương quốc Anh và sau này là thuộc địa hoàng gia nằm trên bờ biển phía đông bắc của Bắc Mỹ. Là một trong mười ba thuộc địa, New York giành được độc lập và cùng với các thuộc địa khác lập nên Hoa Kỳ.
Năm 1664, trong chiến tranh Anh-Hà Lan thứ hai, Tân Hà Lan được Charles II của Anh cho cho anh trai James II của Anh, Công tước xứ York. James đã chỉ huy một hạm đội để lấy nó từ người Hà Lan và Thống đốc đầu hàng hạm đội Anh mà không được công nhận chính thức từ Công ty Antille thuộc Hà Lan. Tỉnh được đổi tên thành Công tước York, là chủ nhân của nó. Ông là người chiếm giữ de facto kiểm soát thuộc địa từ Hà Lan vào năm 1664, và đã được ban quyền kiểm soát chủ quyền de jure trong năm 1667 trong Hiệp ước Breda và một lần nữa trong Hiệp ước Westminster (1674). Mãi đến năm 1674, Thông luật Anh mới được áp dụng chính thức. Thuộc địa này là một trong những thuộc địa Trung bộ, và cai trị đầu tiên trực tiếp từ Anh. Khi James lên ngôi của nước Anh như James II, thuộc địa trở thành thuộc địa hoàng gia.
Khi người Anh đến, thuộc địa bao gồm các khu vực tuyên bố mơ hồ đối với tất cả các tiểu bang hiện tại là New York (tiểu bang), New Jersey, Delaware và Vermont, cùng với các phần nội địa Connecticut, Massachusetts và Maine, thêm vào phía đông Pennsylvania. Phần lớn đất này đã sớm được xác định lại bởi triều đình Anh, rời khỏi lãnh thổ của bang New York hiện đại, bao gồm thung lũng sông Hudson và sông Mohawk, và Vermont trong tương lai. Lãnh thổ của miền tây New York bị tranh chấp với Iroquois Ấn Độ quốc gia, và cũng tranh chấp giữa Anh và Pháp từ tỉnh thuộc địa phía bắc của họ của New France (ngày nay là phía đông Canada). Vermont đã tranh chấp với tỉnh New Hampshire về phía đông.